# Kazimierz Frąckiewicz
Kazimierz Frąckiewicz, noto negli Stati Uniti d'America come Casey Frankiewicz e nei Paesi Bassi come Andrzej Frąckiewicz (Pułtusk, 8 gennaio 1939), è un ex calciatore e allenatore di calcio polacco.

## Carriera
Formatosi nel Lechia Gdańsk, nel 1959 passa al Zawisza Bydgoszcz. Con il sodalizio di Bydgoszcz milita sino al 1961, anno del suo ritorno al Lechia Gdańsk. Con il club di Danzica Frąckiewicz retrocede in cadetteria al termine della I liga 1962-1963.
Nella stagione 1964-1965 viene ingaggiato dal Legia Varsavia, con cui ottiene il quarto posto finale in massima serie mentre la stagione 1965-1966 il sesto.
Nel 1966 lascia il Legia Varsavia e l'anno seguente si trasferisce negli Stati Uniti d'America per giocare nel St. Louis Stars, militante nella NPSL. La prima stagione con gli Stars si concluderà al secondo posto della Western Division.
Nel 1968 partecipa, sempre nelle file degli Stars, alla prima edizione della NASL, ottenendo il terzo posto della Gulf Division. La stagione seguente Frąckiewicz chiude al quarto posto del girone unico ed il terzo, ed ultimo, nella Northern Division di quella successiva.
A partire dalla stagione 1971, Frąckiewicz assume l'incarico di allenatore-giocatore, subentrando a George Meyer ed ottenendo l'ultimo posto della Southern Division. Nella stagione successiva gli Stars raggiunsero la finale del torneo, giocata da titolare ed in cui segnò anche una rete, persa contro il New York Cosmos, e Frąckiewicz ottenne il titolo individuale di miglior allenatore.
Tra il 1968 ed il 1971 ha inoltre giocato con gli olandesi del NAC Breda per tre stagioni ottenendo come miglior piazzamento il settimo posto dell'Eredivisie 1968-1969. Risulta il miglior marcatore polacco nei campionati europei nella stagione 1968-1969.
Nell'ultima stagione alla guida degli Stars Frąckiewicz ottiene con il suo club un secondo posto nella Southern Division.
Nella stagione 1974 Frąckiewicz lascia gli Stars e si trasferisce ai Boston Minutemen, con i quali chiude la carriera agonistica raggiungendo le semifinali del torneo.
Nel 1975 diventa general manager dei Boston Minutemen.

## Palmarès

### Individuale
- NASL Coach of the Year: 1

1972